# Frederik Willem Krieger
Frederik Willem Krieger (Rotterdam, 23 november 1805 - Leiden, 24 augustus 1881) was een Nederlands arts en hoogleraar. Hij was gespecialiseerd in de heel- en oogheelkunde. Van 1854 tot 1855 was hij rector magnificus van de Universiteit Leiden.

## Biografie
Frederik Willem Krieger werd geboren op 23 november 1805 in Rotterdam als zoon van de arts Jacob Krieger en Christina Maria van den Snoek. Toen hij veertien was wist hij dat hij zich op de geneeskunde wilde toeleggen en ging hij naar de Erasmiaansche school. In 1822 begon hij aan een studie geneeskunde aan de Rijksuniversiteit Groningen waar hij in 1824 met succes de propedeutische fase van de opleiding afrondde. Het jaar erop stopte hij met zijn studie om deelgenoot te worden van zijn ooms boekhandel in Rotterdam. Dit bleek niks voor hem te zijn en in 1829 werd de boekhandel verkocht. Dit zorgde ervoor dat hij datzelfde jaar zijn studie geneeskunde voortzette in Berlijn. In 1831 keerde hij terug naar Nederland en naar de Rijksuniversiteit Groningen. In 1834 behaalde hij aldaar een doctoraat in de geneeskunde. Het jaar erop behaalde hij een doctoraat in de verloskunde en in de chirurgie. Tijdens zijn studie was hij als arts-assistent werkzaam in het Cholerahospitaal.
Na zijn studie ging hij aan de slag als arts in zijn geboortestad en in 1836 werd hij benoemd tot lector aan de klinische school aldaar. Hij trouwde in 1843 met Maria van Gilse van der Pals. In 1846 werd hij benoemd tot Stads-Medicinae Doctor (stadsgeneesheer) en werd hij lid van een Commissie van geneeskundig onderzoek. Zijn benoeming tot hoogleraar Heel- en Oogheelkunde aan de Universiteit Leiden volgde in 1848. Zijn lessen opende hij (na zijn oratie) met de rede Over de wijze, waarop de heelkunde moet worden aangeleerd en uitgeoefend. Tijdens het studiejaar 1851-1852 was hij secretaris van de academische senaat en gedurende het studiejaar 1854-1855 vervulde hij de functie van rector magnificus.
In 1869 vroeg hij ontslag aan wegens zijn verslechterde gezondheid. Hij overleed in 1881 in Leiden.

## Publicaties (selectie)
- De graviditate tubaria. Dissertatio inauguralis. Groningen 1834 (proefschrift)
- De besmettelyke ontsteking der pisbuis. Gorinchem 1847
- Practisch Handboek der klinische Heelkunde. Gorinchem 1847-51, 1. Teil met Machiel Polano (1813–1878)
- De progressibus quos nostra praesertim aetate per anatomiam pathologicam fecit chirurgia. Leiden 1849
- Fatorum Academiae Lugduno-Batavae anno 1854-1855. Leiden 1856